# Wojciech Cygan
Wojciech Mirosław Cygan (ur. 25 czerwca 1983 w Częstochowie) – polski działacz piłkarski, adwokat, od 2021 do 2025 wiceprezes Polskiego Związku Piłki Nożnej ds. piłkarstwa profesjonalnego.

## Życiorys

### Wykształcenie, działalność zawodowa i sportowa
Urodził się w Częstochowie, w 1998 przeprowadził się z rodzicami do Katowic. Ukończył studia prawnicze na Wydziale Prawa i Administracji Uniwersytetu Śląskiego w Katowicach oraz Podyplomowe Studium Prawa Autorskiego, Wydawniczego i Prasowego w Instytucie Prawa Własności Intelektualnej Uniwersytetu Jagiellońskiego w Krakowie. W latach 2007–2011 odbył aplikację adwokacką w Okręgowej Radzie Adwokackiej w Katowicach. Do sierpnia 2012 prowadził kancelarię adwokacką w Katowicach. 
W latach 2012–2013 był wiceprezesem, a w latach 2013–2017 prezesem zarządu GKS Katowice. W latach 2016–2018 był przewodniczącym rady nadzorczej klubu hokejowego GKS Katowice.
W latach 2011–2016 był członkiem Wydziału ds. Bezpieczeństwa na Obiektach Piłkarskich Śląskiego Związku Piłki Nożnej. W latach 2012–2016 był członkiem Izby ds. Rozwiązywania Sporów Sportowych przy Polskim Związku Piłki Nożnej, a w latach 2016–2021 był członkiem zarządu PZPN. W latach 2016–2019 przez dwie kadencje pełnił funkcję wiceprezesa zarządu stowarzyszenia Pierwsza Liga Piłkarska. W 2021 został wiceprzewodniczącym rady nadzorczej Ekstraklasa S.A., a następnie był przewodniczącym tego gremium. 
W latach 2018–2021 był prezesem Rakowa Częstochowa. Za jego kadencji drużyna piłkarska awansowała do Ekstraklasy, zdobyła wicemistrzostwo Polski, Puchar Polski i Superpuchar Polski. 1 stycznia 2022 został przewodniczącym rady nadzorczej klubu.
Jest członkiem Polskiego Towarzystwa Prawa Sportowego, rady fundacji „Sportowe Katowice” oraz „Fundacji Piłkarstwa Polskiego”. Współautor publikacji z zakresu ochrony danych osobowych i własności intelektualnej. 